# Modrzejewska
Modrzejewska – polski serial telewizyjny, emitowany po raz pierwszy od 13 maja do 24 czerwca 1990 przez Program 1 TVP.
Serial kręcony w Racocie, Cieszynie (Teatr im. Adama Mickiewicza), Lublinie i Kopaszewie.
Biograficzna opowieść o wybitnej polskiej aktorce Helenie Modrzejewskiej (w tej roli Krystyna Janda), do czasu jej wyjazdu do USA.

## Tytuły odcinków
1. Początek
2. Peregrynacje
3. Czerniowce
4. Tworzenie siebie
5. Warszawa
6. Gwiazda
7. Plan bitwy

## Obsada

### W rolach głównych
- Krystyna Janda – Helena Modrzejewska
- Krzysztof Kolberger – Karol Chłapowski, mąż Heleny
- Barbara Horawianka – matka Heleny
- Jan Englert – Feliks Benda, przyrodni brat Heleny
- Marek Bargiełowski – Zimajer
- Bożena Miller-Małecka – Józefa Misel, siostra Heleny
- Hanna Skarżanka – Józefa Hubertowa
- Olgierd Łukaszewicz – Wincenty Rapacki
- Karol Strasburger – Dulemba
- Bożena Adamek – Antonina Hoffmann
- Bronisław Pawlik – Jan Jasiński
- Mariusz Dmochowski – Chęciński

### Role pozostałe
| - Wojciech Alaborski – Konstanty Łobojko, organizator spektakli w Bochni - Leonard Andrzejewski – furman, członek grupy Łobojki - Ryszard Bacciarelli – Jakubowski, adwokat Modrzejewskiej - Stanisław Biczysko – Szymon Benda, brat Modrzejewskiej (odc. 1) - Jerzy Bończak – „dramaturg” Edward Lubowski - Tadeusz Borowski – Siergiej S. Muchanow - Stanisław Brudny – zakonnik w pałacu Dezyderego - Marian Cebulski – aktor Rychta - Andrzej Chudy – dziennikarz - Maria Chwalibóg – aktorka Salomea Palińska - Robert Daniels – nauczyciel angielskiego - Małgorzata Darecka – garderobiana - Małgorzata Drozd – dama - Marian Dziędziel – aktor - Andrzej Fedorowicz – dziennikarz - Marek Frąckowiak – naczelnik więzienia - Teodor Gendera – nabywca portmonetki ze stoiska Modrzejewskiej na kweście - Antonina Girycz – uczestniczka zebrania sufrażystek - Krzysztof Globisz – Jan Kazimierz Tatarkiewicz - Andrzej Golejewski – aktor - Piotr Grabowski – dziennikarz - Ewa Guryn – Adolfina Zimajer - Andrzej Grzybowski – oficer austriacki aresztujący Rapackiego - Julian Jabczyński – mężczyzna w teatrze agitujący, aby nie witać Modrzejewskiej oklaskami - Elżbieta Jagielska – kobieta na kweście - Zofia Jamry – aktorka z grupy Łobojki - Mieczysław Janowski – komornik - Stanisław Jaskułka – Adam Chmielowski - Rafał Jędrzejczak – widz w teatrze - Mieczysław Kadłubowski – hrabia - Krzysztof Kalczyński – hrabia Adam Potocki - Ewa Kania – Maria, garderobiana Modrzejewskiej - Wojciech Klata – Rudolf Modrzejewski - Jan Korwin-Kochanowski – widz w teatrze - Roman Kosierkiewicz – aktor z grupy Łobojki - Danuta Kowalska – aktorka Aleksandra Rakiewiczowa - Władysław Kowalski – fotograf - Krzysztof Krupiński – Sypniewski, uczestnik spotkania w mieszkaniu Modrzejewskiej - Czesław Lasota – tragik z grupy Łobojki |  | - Zbigniew Leraczyk – aktor grający rolę „Telilera” - Marek Lewandowski – Władysław Ludwik Anczyc - Krzysztof Litwin – komik z grupy Łobojki - Beata Łomnicka – Anusia, służąca Modrzejewskiej - Tadeusz Łomnicki – Fiodor Berg - Dorota Maciejewska – Weronika Benda, żona Feliksa - Jarosława Michalewska – wielbicielka - Alicja Migulanka – akuszerka Zofia Voltaire - Jowita Miondlikowska – Stasia Bendówna, bratanica Modrzejewskiej - Cezary Morawski – Henryk Sienkiewicz - Leon Niemczyk – wiedeński reżyser - Andrzej Niemirski – oficer carski zatrzymujący Modrzejewską na ulicy podczas przejazdu cara - Marek Nowowiejski – amant z grupy Łobojki - Andrzej Precigs – Józef Chełmoński - Sylwester Przedwojewski – pracownik hotelu „Moldavie” - Maria Quoos-Morawska – amantka z grupy Łobojki - Robert Rogalski – zakonnik - Jerzy Rojek – mężczyzna pod balkonem Modrzejewskiej - Halina Rowicka – aktorka Waleria Niewiarowska - Zdzisław Rychter – oficer carski na przeglądzie wojsk - Zofia Rysiówna – hrabina Zofia Potocka - Zofia Saretok – Maria Kalergis - Ewa Serwa – aktorka w garderobie lwowskiego teatru - Roch Siemianowski – Kazimierz Chłapowski - Stanisław Sparażyński – ksiądz udzielający ślubu Modrzejewskiej - Marta Stebnicka – Aniela Aszpergerowa, aktorka lwowska - Jerzy Stępkowski – Stanisław Witkiewicz - Janusz Sykutera – widz chwalący aktorkę Ładnowską - Bogdan Szczesiak – Adolf Opid, przybrany brat Modrzejewskiej - Andrzej Szenajch – sufler - Stefan Szmidt – Tytus Chałubiński - Igor Śmiałowski – Dezydery Chłapowski - Jerzy Święch – Stanisław Koźmian - Krystian Tomczak – doktor Karwowski - Mieczysław Voit – Aleksander Przeździecki, przyjaciel Chłapowskiego - Zdzisław Wardejn – Mustazza, „wielbiciel” Modrzejewskiej w Czerniowcach - Włodzimierz Wiszniewski – aktor w sztuce Lubowskiego - Danuta Wodyńska – Teresa Goltz, ciotka Modrzejewskiej |

- Inni: Fred Alexander, Barbara Babilińska, Jacek Bielenia, Lidia Bogaczówna, Tadeusz Brich, Krystyna Brylińska, Stanisław Chmieloch, Marek Chodorowski, Marian Czech, Barbara Dąbrowska, Józef Dietl, Wojciech Dobrowolski, Edward Dobrzański, Michał Dybel. Janusz Dziubiński, Marek Fabian, Renata Fijałkowska, Jerzy Fornal, Andrzej Gazdeczka, Bożena Germańska, Lucyna Górniak, Barbara Guzińska, Roman Holc, Grażyna Jakubecka, Elżbieta Kamińska, Ferdynand Kijak-Solowski, Leszek Kirsz, Bogdan Kiziukiewicz, Stanisław Koczanowicz, Anna Koławska, Marta Konarska, Małgorzata Kozłowska, Bożena Krzyżanowska, Grzegorz Kucias, Ewa Lejczak-Paradowska, Zofia Lubartowska-Brodacka, Mirosława Maludzińska, Marek Mielczalczyk, Zygmunt Miłkowski, Paweł Miśkowiec, Ireneusz Ogrodziński, Krystyna Olesiewicz, Paweł Palacz, Ewelina Paszke, Weronika Pawłowska, Romuald Pawłowski, Zofia Perczyńska, Aleksander Pestyk, Czesława Pszczolińska, Bożena Robakowska, Włodzimierz Rzeczycki, Józef Sadowski, Andrzej Salwa, Wojciech Sanejko, Piotr Siejka, Tadeusz Somogi, Piotr Suzin, Janusz Szaniawski, Tadeusz Szaniecki, Mirosław Wieprzewski, Jolanta Wilk, Zdzisław Winiarczyk, Alicja Wolska, Lidia Wyrobiec-Bank, Halina Wyrodek, Piotr Wyrzykowski, Wojciech Wziątek, Aneta Ziaja